# Hugo Bästlein
Hugo Wilhelm Bästlein (* 22. Januar 1868 in  Heinrichs; † 2. Juni 1945 in Wentorf) war ein Konsumgenossenschafter, geschäftsführendes Vorstandsmitglied des Zentralverbands deutscher Konsumvereine und Vorsitzender des Vorstands der Konsumentenkammer Hamburg

Hugo Bästlein

## Leben
Hugo Bästlein besuchte die Volksschule und absolvierte dann in den Jahren 1882 bis 1885 eine kaufmännische Lehre in einer Waffenfabrik in Suhl. Hier war er von 1887 bis 1897 kaufmännischer Leiter eines Teilbetriebes. Er war Mitbegründer des 1892 errichteten Konsumvereins Selbsthilfe in Heinrichs und vom 1. April 1892 bis 30. April dessen Geschäftsführer. 1897 wurde er Gemeindevorsteher seines Geburtsortes. Diese Stellung nahm er zusammen mit der des Geschäftsführers bis 1913 wahr. Im Thüringer konsumgenossenschaftlichen Revisionsverband war er vom 1. Juli 1900 Verbandsrevisor, von 1902 Vorstandsmitglied und von 1911 Verbandsdirektor. Zugleich war er von 1906 an Leiter der konsumgenossenschaftlichen Einkaufsvereinigung Suhl und der Kohleneinkaufsvereinigung bis zu deren Angliederung an die Großeinkaufs-Gesellschaft Deutscher Consumvereine (GEG).
1907 wurde er Aufsichtsratsmitglied der GEG. Dem Tarifamt der GEG gehörte er als Beisitzer an. Im November 1912 wurde der Zentralverband deutscher Konsumvereine reorganisiert und Bästlein hier als einer der drei geschäftsführenden Vorstandsmitglieder und der Verlagsgesellschaft deutscher Konsumvereine m.b.H. gewählt. Die Gewerkschaftlich-Genossenschaftliche Versicherung Volksfürsorge ernannte ihn später zum Revisor. Bei der Gründung der Feuer- und Sachversicherungs AG Eigenhilfe wurde er deren Vorstandsmitglied, später der Vorsitzende des Vorstands.
Bei der Errichtung der Konsumentenkammer Hamburg wurde er deren Vorstandsmitglied, später der Vorstandsvorsitzende. Dem Vorläufigen Reichswirtschaftsrat gehörte er seit der Gründung bis 1933 an. Nach der Machtübernahme durch die Nationalsozialisten im Januar 1933 erfolgte die Gleichschaltung der Konsumgenossenschaftsbewegung ab Mai 1933. Bästlein, der das Pensionsalter erreicht hatte, ging in den Ruhestand. Er starb am 2. Juni 1945 in seinem Haus in Wentorf bei Reinbek und wurde auf dem Friedhof am Gojenberg in Hamburg-Bergedorf beerdigt.

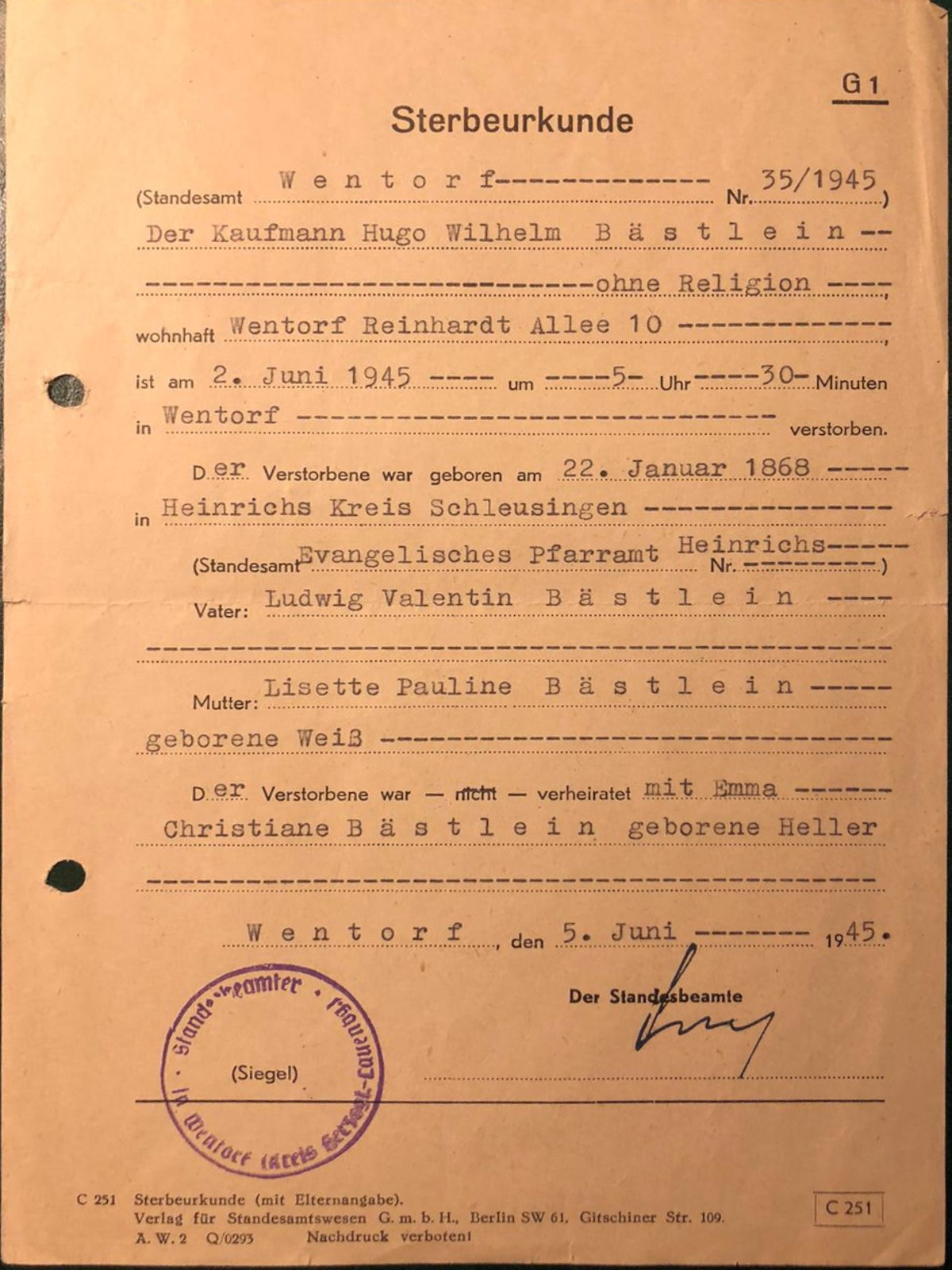
Sterbeurkunde von Hugo Bästlein